# 超時空要愛
《超時空要愛》，為1998年香港導演黎大煒執導之電影，也是劉鎮偉在1990年代暫時淡出影壇的最後一部電影。

## 劇情簡介
屢經離合的警察劉一路（梁朝偉飾）一直渴望遇到真心坦誠的情人，一次在街上接到神秘許姓男子來電提醒，若能勸阻一個自殺的女子不要死，將會是自己人生的轉捩點。不以為然的劉一路不久就遇到了互相在街頭追逐槍戰的Gigi（李綺虹飾）和大飛（劉以達飾）。原來Gigi和男友大飛是巨富曹先生的嘍囉，Gigi一直希望能飛黃騰達，不斷地想在曹先生面前有所表現。一次二人前往接送新晉女星素群（趙銀淑飾）途中，無意中發現被困在車尾廂的「殺人王」，不知內情的二人把他打成重傷，及後才發現他是曹先生的手下。在接素群見曹先生當晚，二人眼看著曹先生強姦素群而不施援手。曹先生付錢要二人擺平此事，但得悉真相的素群父親在女兒和二人前悲憤自焚，素群亦同時割腕自殺。
曹先生欲殺人滅口，遂和手下馬丁（梁焯滿飾）離間二人自相殘殺。混亂中剛接完電話的劉一路被大飛打中，性命垂危。劉在手術室中遇見一心求死的素群，並依許姓男子所言勸她不要死去；結果劉和素群在元神出竅時赤身相對並坦誠交談，劉驚覺素群正是自己日思夜想的對象，對她一見鍾情，惟素群堅持棄世，而自己陽壽未盡，結果與素群陰陽相隔。
此時被警察圍捕的Gigi和大飛逃進圍村文武廟，並在電視鏡頭前向曹先生威脅揭露素群自殺真相。剛還陽的劉一路在醫院見狀，遂親自前往現場察看，卻發現二人和廟祝林叔（林尚義飾）正被穿上關羽裝束的陳強（王衛國飾）挾持，要求送信成都予兄長劉備。劉一路調查下發現陳強在當電影武行時曾迷戀飾演「刁嬋」的鄭思思（李楓飾），並誤以為酷似思思的妹妹霜霜企圖跳樓自殺而精神失常，而霜霜因陳強相救並向自己表白而戀上對方。在拜訪鄭思思時，劉發現霜霜因不忿姐姐三十多年前勾結曹先生迷姦自己以爭當電影主角，一怒之下把她困在雪櫃中，並裝成思思欲對劉一路不利。最終劉解救了鄭思思，並要霜霜喬裝姐姐，以粵劇「刁嬋」的造型勸降陳強。劉發現陳強被穿越而來的關羽元神附身，卻遇上混入飛虎隊欲殺死Gigi和大飛的馬丁。在混戰中陳強（關羽）點火燒著文武廟，瓦頂倒塌，將眾人連同關羽元神一同送回關羽兵敗被擒時的三國時代。
劉一路在三國時代發現自己、大飛、Gigi、鄭霜霜、林叔和馬丁分別化身為諸葛亮、劉備、張飛、趙子龍、關羽的妻子「胡金定」和東吳兵。眾人企圖與關羽同時死去，希望藉著關羽元神出竅，帶眾人元神回去現代，於是假意歸降孫權。劉一路此時發現素群早已穿越而來成為呂蒙，幾經辛苦終於表明心跡，並在東吳慶功宴上勸服她跟自己一同回去。眾人在宴會上利用一批穿越而來的現代武器製造混亂逃走，並在關羽被追兵圍攻時跳崖，但孫權此時卻要活捉關羽，結果素群（呂蒙）犧牲自己，回身衝入東吳陣中殺死關羽，使眾人平安回到現代。
眾人在殮房還陽，各散東西，劉一路因為不能帶回素群心灰意冷，從此對世事漠不關心。一個月後，劉辭去警察工作，卻在辭職當晚目擊鄭思思槍擊曹先生，並遇上遍尋劉一路的許靖（八兩金飾，即電影開頭致電劉一路的許姓男子，在劉備（大飛）投降東吳時自殺，結果穿越來到現代）。曹先生負傷開槍打中劉一路，結果重傷的劉一路成功槍殺曹先生，為素群報仇。劉一路在手術室中，彌留之際見到向自己招手的素群，含笑而逝。

## 人物角色
| 角色名稱         | 演員   | 配音員 | 備註 |
| ---------------- | ------ | ------ | --- |
| 劉一路/ 諸葛亮   | 梁朝偉 | 梁朝偉 | 警察，主角，首次中槍前經許姓男子（實為從三國時代穿越到現代的許靖）來電提醒，在手術室中對瀕死的素群一見鍾情，並勸她別輕易死去；在圍村文武庙中與陈强和马丁混戰時，與眾人一同穿越到三國時代，变成诸葛亮。因為無法帶素群（呂蒙）回到現代，心灰意冷下辞职，最後槍殺曹先生為素群報仇，自己亦死於對方槍下。 |
| 素群/ 呂蒙       | 趙銀淑 | 何錦華 | 被曹先生强奸后，在父亲自焚時割腕自杀，臨死時在手術室遇上劉一路；穿越后变成吕蒙。為了幫助劉一路等人離開三國時代，衝入東吳陣中殺死關羽，因而無法與劉一路回去現代。 |
| Gigi/ 張飛       | 李綺虹 | 李綺虹 | 曹先生手下，大飞女友，受曹先生和馬丁離間，與大飛火拼，後與大飛避入圍村文武庙後，與大飛、廟祝同被陈强挾持，混戰時與眾人一同穿越到三國時代，变成张飞。回到現代後決定和大飛一同離開香港。 |
| 大飛/ 劉備       | 劉以達 | 古明華 | 曹先生手下，Gigi男友，受曹先生和馬丁離間，與Gigi在街頭槍戰並誤中劉一路。在文武庙中被陈强挾持，混戰時與眾人一同穿越到三國時代，变成刘备。回到現代後決定和Gigi一同離開香港。 |
| 林叔/ 胡金定     | 林尚義 | 林尚義 | 本是文武庙的庙祝，穿越到三国時代后变成关羽的妻子。 |
| 許靖             | 八兩金 | 楊捷康 | 劉備手下，因為劉一路等人穿越到三國時代後，令蜀漢君臣性情大變並投降東吳，因而大受打擊，在自盡後意外穿越到現代（電影最開頭之前的時間），並致電首次中槍前的劉一路，要他勸自殺的素群打消棄世念頭；後重遇回到現代並再次中槍的劉一路。一直希望向劉一路打聽回去三國時代的方法。                             |
| 陈强/ 關羽       | 王衛國 | 周志輝 | 原本做过電影武行以及其他杂工，後在庙祝所居的圍村挑大粪，被关羽元神附体；與三國時代的關羽同一模樣。 |
| 郑氏姐妹/ 赵子龍 | 李楓   | 龍寶鈿 | 郑霜霜（妹）、郑思思（姐），妹妹三十多年前被曹先生設計迷姦，企圖跳樓自殺時被誤認自己為姐姐的陳強所救並向她示愛，因而称陳強为恩公并喜欢他，穿越后变成赵子龙，姐姐最后槍擊曹先生为妹妹报仇。 |
| 马丁/ 東吳逃兵   | 梁焯满 | 梁焯满 | 曹先生手下，與曹先生合謀離間Gigi和大飛，導致二人火拼；本欲混入文武庙對付二人，結果和眾人穿越回到三国時代。最後與眾人回現代後決定離開曹先生。 |
| 曹先生           | 彭達成 | 陳欣   | |
| 素群父親         | 譚均沃 | 高翰文 | |
| 孫權             | 李文波 | 黃志明 | |
| 國建勇           |        |        | |

## 爭議
這部片因當時的1999年世界末日傳言，造成許多人的恐慌，而此片刻意營造出這樣荒誕混亂的氣氛。許多影評認為此部片有「教壞小孩」的情節，本片違反人們價值觀，認為以死來解決一切問題。而當時在中國大陸，有兩名12歲的女孩因為看多類似穿越時空的情節渲染，而集體自殺的新聞以上疑為網絡傳聞，並無實際根據。

## 其他製作人員
- 副導演：陳偉強
- 武術指導：國建勇
- 美術指導：劉敏雄
- 服裝指導：蔡彥文
- 動作導演：元奎

## 獎項
| 頒獎典禮                  | 獎項     | 名單          | 結果 |
| ------------------------- | -------- | ------------- | ---- |
| 第5屆香港電影評論學會大獎 | 最佳編劇 | 技安 (劉鎮偉) | 獲獎 |
| 第5屆香港電影評論學會大獎 | 推薦電影 |               | 獲獎 |

## 備註
1. ↑  1998香港电影票房 （页面存档备份，存于），〈香港電影票房全紀錄〉
2. ↑  . 體育首爾（朝鲜语：스포츠서울）第55版第13頁. 1998年7月9日  [2023年6月17日]. （原始内容存档于2023年6月17日）.
3. ↑  陳穎思. . 香港01. 2023-03-20  [2023-03-20]. （原始内容存档于2023-05-19）.
4. ↑  陳穎思. . 香港01. 2023-03-20  [2024-10-12] （中文（香港））.

## 外部連結
- 開眼電影網上《超時空要愛》的資料（繁體中文）
- 香港影庫上《超時空要愛》的資料（繁體中文）
- 时光网上《超時空要愛》的資料（简体中文）
- 豆瓣电影上《超時空要愛》的資料 （简体中文）
- 爛番茄上《超時空要愛》的資料（英文）
- 互联网电影数据库（IMDb）上《超時空要愛》的资料（英文）